# Responsabilité numérique
 (septembre 2013).
Si vous disposez d'ouvrages ou d'articles de référence ou si vous connaissez des sites web de qualité traitant du thème abordé ici, merci de compléter l'article en donnant les références utiles à sa vérifiabilité et en les liant à la section « Notes et références ».
La responsabilité numérique est un concept d'application aux internautes des notions de responsabilité. Elle rassemble donc un certain nombre de devoirs ou de recommandations pratiques applicables aux personnes physiques et morales soucieuses de la bonne utilisation du réseau. Ainsi, l’internaute e-responsable peut prendre sur lui de défendre ses intérêts, ceux de son entreprise, de son école, de son pays, etc. et faire alors partie des 1 % des internautes actifs.
Une commission « Entreprises & Responsabilité numérique » au sein de la Fédération Française des Télécoms est présidée par Emmanuel Tricaud. Elle s'est donné pour objectif d'établir des règles déontologiques applicables par les opérateurs.